# Беккер, Пауль
Макс Пауль Ойген Беккер (нем. Max Paul Eugen Bekker; 2 сентября 1882, Берлин — 13 марта 1937, Нью-Йорк) — немецкий дирижёр, музыковед
, музыкальный критик, историк, композитор.

## Биография
Пауль Беккер родился в Берлине в семье портного Гирша Беккера и Ольги, урождённой Эльснер, после смерти мужа вторично вышедшей замуж в 1897 году за портного Фридриха Паузе. В детстве Беккер обучался игре на скрипке (у Фабиана Рефельда) и фортепиано (у Альфреда Зормана), некоторое время был скрипачом Берлинского филармонического оркестра, затем в 1902—1905 гг. в качестве дирижёра работал в Ашаффенбурге и Гёрлице.
В качестве музыкального критика Беккер впервые выступил в 1906 году на страницах «Berliner Allgemeine Zeitung», с которой сотрудничал до 1911 года; затем, до 1925 года, был главным музыкальным критиком «Frankfurter Zeitung». В 1925—1927 годах он был главным интендантом Кассельского театра, а в 1927—1933 годах — театра в Висбадене. После прихода нацистов к власти Беккеру, еврею по отцу, пришлось оставить этот пост, и в 1934 году он эмигрировал в Соединённые Штаты, поселился в Нью-Йорке, где и умер 13 марта 1937 года.

## Творчество
В 1919 году Беккер ввёл понятие «Новая музыка»; её предтече, Густаву Малеру, и ранним представителям — Арнольду Шёнбергу, Францу Шрекеру и Эрнсту Кшенеку — и были главным образом посвящены его работы. И хотя не все его предсказания относительно «новой музыки» сбылись, Беккер и поныне остаётся авторитетным исследователем.

### Основные сочинения
- «Жак Оффенбах» (Jacques Offenbach, 1909)
- «Бетховен» (Beethoven, 1911)
- «Симфония от Бетховена до Малера» (Die Sinfonie von Beethoven bis Mahler, 1918)
- «Франц Шрекер» (Franz Schreker, 1919)
- «Искусство и революция» (Kunst und Revolution, 1919)
- «Симфонии Густава Малера» (Gustav Mahlers Sinfonien, 1921)
- «Современная немецкая музыка» (Deutsche Musik der Gegenwart, 1922)
- «Новая музыка» (Neue Musik, 1917—1921)
- «Рихард Вагнер — Жизнь и творчество» (Richard Wagner — Das Leben im Werke, 1924)
- «Оперный театр» (Das Operntheater, 1930)
- «Превращения оперы» (Wandlungen der Oper, 1934)
- «История оркестра» (The Story of the Orchestra, 1936)